# Saint-Avit-le-Pauvre
 Saint-Avit-le-Pauvre  là một xã thuộc tỉnh Creuse trong vùng Nouvelle-Aquitaine miền trung nước Pháp. Xã này nằm ở khu vực có độ cao trung bình 570 mét trên mực nước biển.